# Zakochajmy się
Zakochajmy się – debiutancki album studyjny zespołu Toledo, który ukazał się na kasecie magnetofonowej pod koniec 1997 roku nakładem firmy STD. Do tytułowego nagrania został nagrany wideoklip, który był prezentowany w programie Disco Relax na antenie TV Polsat.

## Lista utworów
Strona A
1. Zakochajmy się (muz. i sł. M. Dąbrowski)
2. To nie moja wina (muz. i sł. M. Dąbrowski)
3. Polskie techno (muz. i sł. M. Dąbrowski)
4. Wspomnienie (muz. ludowa, sł. T. Rozum)
5. Hej dziewczyno (muz. i sł. M. Dąbrowski)
6. Zakwitną bzy (muz. i sł. M. Dąbrowski)

Strona B
1. Chicago (muz. i sł. R. Krupiński)
2. Zawsze kochaj (muz. i sł. M. Dąbrowski)
3. Spokojny deszcz (muz. i sł. M. Dąbrowski)
4. Powiedz mi dziewczyno (muz. i sł. M. Dąbrowski)
5. Dwa słowa (muz. i sł. M. Dąbrowski)
6. Tylko ty (muz. i sł. M. Dąbrowski)